# Colistină
Colistina este un antibiotic din clasa polimixinelor, fiind utilizat în tratamentul unor infecții bacteriene produse de bacili Gram-negativi, în special cu bacterii multidrug-rezistente precum Pseudomonas aeruginosa, Klebsiella pneumoniae și Acinetobacter baumannii. Căile de administrare disponibile sunt orală, intravenoasă și intramusculară.
Este un amestec de colistină A și colistină B (polimixinele E), compuși polipeptidici cu structură ciclică. Este produs în mod natural de către specia Bacillus polymyxa var. colistinus.